# 戸田一心斎
戸田 一心斎（とだ いっしんさい、1810年4月20日（文化7年3月17日） - 1872年1月15日（明治4年12月6日））は、江戸時代後期から幕末の武士、直心影流剣術家である。通称・栄之助、諱・良茂。
伊予国大洲藩士戸田勘助の子。剣術を赤石軍次兵衛孚祐に学ぶ。
諸国を武者修行したのち、1833年（天保4年）京都に移り住み、河原町に道場を開く。門人1000人ともいわれる大道場となった。師範代に同郷の高山峰三郎をおいた。籠手田安定（のちの県知事、貴族院議員）も通っていた。